# Премія «Сезар» найперспективнішій акторці
Премія «Сезар» найперспективнішій акторці (фр. César du meilleur espoir féminin) вручається щорічно Академією мистецтв та технологій кінематографа (фр. L'Académie des arts et techniques du cinéma) з 1983 року.

## Список лауреатів та номінантів
Лауреатів виділено окремим кольором.

### 1980-і
| Рік  | Церемонія | Фото лауреата                                             | Лауреати та номінанти                              |
| ---- | --------- | --------------------------------------------------------- | -------------------------------------------------- |
| 1983 | 8-ма      |                                                           | ★ Софі Марсо — «Бум 2»                             |
| 1983 | 8-ма      | Суад Аміду — «Старший брат»                               |                                                    |
| 1983 | 8-ма      | Фаб'єн Гуйон — «Кімнаті в місті»                          |                                                    |
| 1983 | 8-ма      | Жулі Жезекель — «Північна зірка»                          |                                                    |
| 1984 | 9-та      |                                                           | ★ Сандрін Боннер — «За наших коханих»              |
| 1984 | 9-та      | Елізабет Буржін — «Хай живе соціальна допомога!»          |                                                    |
| 1984 | 9-та      | Лор Дютієль — «Доля Жюльетт»                              |                                                    |
| 1984 | 9-та      | Аньєс Сораль — «Чао, паяц»                                |                                                    |
| 1985 | 10-та     |                                                           | ★ Лор Марсак — «Піратка»                           |
| 1985 | 10-та     | Фанні Бастьєн — «Піно, звичайний поліцейський»            |                                                    |
| 1985 | 10-та     | Еммануель Беар — «Заборонене кохання»                     |                                                    |
| 1985 | 10-та     | Софі Дюез — «Вали звідси»                                 |                                                    |
| 1986 | 11-та     |                                                           | ★ Шарлотта Генсбур — «Зухвала дівчинка»            |
| 1986 | 11-та     | Еммануель Беар — «Кохання потайки»                        |                                                    |
| 1986 | 11-та     | Шарлотта Валандре — «Червоний поцілунок»                  |                                                    |
| 1986 | 11-та     | Філіпін Леруа-Больє — «Троє чоловіків і немовля в люльці» |                                                    |
| 1986 | 11-та     | Забу Брайтман — «Біллі Кік»                               |                                                    |
| 1987 | 12-та     |                                                           | ★ Катрін Муше — «Тереза»                           |
| 1987 | 12-та     | Маріанна Басле — «Вулична дівка»                          |                                                    |
| 1987 | 12-та     | Домінік Блан — «Жінка мого життя»                         |                                                    |
| 1987 | 12-та     | Жулі Дельпі — «Погана кров»                               |                                                    |
| 1988 | 13-та     |                                                           | ★ Матильда Мей — «Крик сови»                       |
| 1988 | 13-та     | Анн Броше — «Маски»                                       |                                                    |
| 1988 | 13-та     | Жулі Дельпі — «Пристрасті за Беатріс»                     |                                                    |
| 1988 | 13-та     | Софі Ренуар — «Друг моєї подруги»                         |                                                    |
| 1989 | 14-та     |                                                           | ★ Катрін Жакоб — «Життя — це довга спокійна річка» |
| 1989 | 14-та     | Клотильда де Байзе — «Дитяче мистецтво»                   |                                                    |
| 1989 | 14-та     | Наталі Кардон — «Дивне місце для зустрічі»                |                                                    |
| 1989 | 14-та     | Інгрід Хельд — «Будинок вбивств»                          |                                                    |
| 1990 | 15-та     |                                                           | ★ Ванесса Параді — «Біле весілля»                  |
| 1990 | 15-та     | Домінік Блан — «Я був хазяїном замку»                     |                                                    |
| 1990 | 15-та     | Ізабель Желіна — «Йдіть за цим літаком»                   |                                                    |
| 1990 | 15-та     | Мірей Пер'є — «Безжальний світ»                           |                                                    |
| 1990 | 15-та     | Валері Стро — «Хрещення»                                  |                                                    |

### 1990-ті
| Рік  | Церемонія | Фото лауреата                                                 | Лауреати та номінанти                                                   |
| ---- | --------- | ------------------------------------------------------------- | ----------------------------------------------------------------------- |
| 1991 | 16-та     |                                                               | ★ Жудіт Анрі — «Скромниця»                                              |
| 1991 | 16-та     | Клотильда Куро — «Маленький злочинець»                        |                                                                         |
| 1991 | 16-та     | Флоранс Дарель — «Уран»                                       |                                                                         |
| 1991 | 16-та     | Жудіт Годреш — «Розчарована»                                  |                                                                         |
| 1991 | 16-та     | Ізабель Нанті — «Тітонька Даніель»                            |                                                                         |
| 1992 | 17-та     |                                                               | ★ Жеральдін Пайя — «Сніг і полум'я»                                     |
| 1992 | 17-та     | Марі-Лор Дуньяк — «Делікатеси»                                |                                                                         |
| 1992 | 17-та     | Марі Жиллен — «Мій тато — герой»                              |                                                                         |
| 1992 | 17-та     | Александра Лондон — «Ван Гог»                                 |                                                                         |
| 1992 | 17-та     | Ельза Зільберштейн — «Ван Гог»                                |                                                                         |
| 1993 | 18-та     |                                                               | ★ Романа Борінже — «Дикі ночі»                                          |
| 1993 | 18-та     | Ізабель Карре — «Заради угоди»                                |                                                                         |
| 1993 | 18-та     | Фам Лінь Дан — «Індокитай»                                    |                                                                         |
| 1993 | 18-та     | Шарлотта Каді — «Л-627»                                       |                                                                         |
| 1993 | 18-та     | Ельза Зільберштейн — «Заради угоди»                           |                                                                         |
| 1994 | 19-та     |                                                               | ★ Валерія Бруні-Тедескі — «У нормальних людях немає нічого виняткового» |
| 1994 | 19-та     | Вірджинія Ледоєн — «Свято»                                    |                                                                         |
| 1994 | 19-та     | К'яра Мастроянні — «Улюблена пора року»                       |                                                                         |
| 1994 | 19-та     | Флоранс Пернель — «Три кольори: Синій»                        |                                                                         |
| 1994 | 19-та     | Карін Віар — «Плисти по-індіанськи»                           |                                                                         |
| 1995 | 20-та     |                                                               | ★ Елоді Буше — «Дикі очерети»                                           |
| 1995 | 20-та     | Сандрін Кіберлен — «Патріоти»                                 |                                                                         |
| 1995 | 20-та     | Вірджинія Ледоєн — «Холодна вода»                             |                                                                         |
| 1995 | 20-та     | Марі Бюнель — «Подружні пари та коханці»                      |                                                                         |
| 1995 | 20-та     | Ельза Зільберштейн — «Міна Танненбаум»                        |                                                                         |
| 1996 | 21-ша     |                                                               | ★ Сандрін Кіберлен — «Мати (або не мати)»                               |
| 1996 | 21-ша     | Ізабель Карре — «Гусар на даху»                               |                                                                         |
| 1996 | 21-ша     | Клотильда Куро — «Еліза»                                      |                                                                         |
| 1996 | 21-ша     | Марі Жиллен — «Приманка»                                      |                                                                         |
| 1996 | 21-ша     | Вірджинія Ледоєн — «Самотня дівчина»                          |                                                                         |
| 1997 | 22-га     |                                                               | ★ Лоранс Кот — «Злодії»                                                 |
| 1997 | 22-га     | Жанна Балібар — «Як я обговорював... (моє сексуальне життя)»  |                                                                         |
| 1997 | 22-га     | Геренс Клевел — «У пошуках кішки»                             |                                                                         |
| 1997 | 22-га     | Моніка Беллуччі — «Квартира»                                  |                                                                         |
| 1997 | 22-га     | Еммануель Дево — «Як я обговорював... (моє сексуальне життя)» |                                                                         |
| 1998 | 23-тя     |                                                               | ★ Емма де Кон — «Брат»                                                  |
| 1998 | 23-тя     | Жанна Балібар — «Мене лякає кохання»                          |                                                                         |
| 1998 | 23-тя     | Ізабель Карре — «Заборонена жінка»                            |                                                                         |
| 1998 | 23-тя     | Аміра Казар — «Це правда, якщо я брешу!»                      |                                                                         |
| 1998 | 23-тя     | Летиція Пезенті — «Маріус і Жанетт»                           |                                                                         |
| 1999 | 24-та     |                                                               | ★ Наташа Реньє — «Уявне життя ангелів»                                  |
| 1999 | 24-та     | Маріон Котіяр — «Таксі»                                       |                                                                         |
| 1999 | 24-та     | Елен де Фужроль — «І буде світло»                             |                                                                         |
| 1999 | 24-та     | Рона Гартнер — «Дивний чужак»                                 |                                                                         |
| 1999 | 24-та     | Софі Гіймен — «Бажання»                                       |                                                                         |
| 2000 | 25-та     |                                                               | ★ Одрі Тоту — «Салон краси «Венера»»                                    |
| 2000 | 25-та     | Валентина Черві— «Нічого про Робера»                          |                                                                         |
| 2000 | 25-та     | Емілі Дек'єнн — «Розетта»                                     |                                                                         |
| 2000 | 25-та     | Барбара Шульц — «Дилетантка»                                  |                                                                         |
| 2000 | 25-та     | Сільвія Тестю — «Карнавал»                                    |                                                                         |

### 2000-і
| Рік  | Церемонія | Фото лауреата                                     | Лауреати та номінанти                                 |
| ---- | --------- | ------------------------------------------------- | ----------------------------------------------------- |
| 2001 | 26-та     |                                                   | ★ Сільвія Тестю — «Убивчі рани»                       |
| 2001 | 26-та     | Береніс Бежо — «Мрія усіх жінок»                  |                                                       |
| 2001 | 26-та     | Софі Гіймо — «Гаррі — друг, який бажає вам добра» |                                                       |
| 2001 | 26-та     | Ізільд Ле Беско — «Сад»                           |                                                       |
| 2001 | 26-та     | Жулі-Марі Парментьє — «Убивчі рани»               |                                                       |
| 2002 | 27-ма     |                                                   | ★ Рашида Бракні — «Хаос»                              |
| 2002 | 27-ма     | Маріон Котіяр — «Милі штучки»                     |                                                       |
| 2002 | 27-ма     | Елен Фійєр — «Королеви на один день»              |                                                       |
| 2002 | 27-ма     | Елен де Фужрол — «Спробуй дізнайся»               |                                                       |
| 2002 | 27-ма     | Ізільд Ле Беско — «Роберто Зукко»                 |                                                       |
| 2003 | 28-ма     |                                                   | ★ Сесіль де Франс — «Іспанка»                         |
| 2003 | 28-ма     | Емілі Дек'єнн — «Домогосподарка»                  |                                                       |
| 2003 | 28-ма     | Мелані Дутей — «Брат воїна»                       |                                                       |
| 2003 | 28-ма     | Марина Фоїс — «Ті, що загубили та шукають»        |                                                       |
| 2003 | 28-ма     | Людівін Саньє — «8 жінок»                         |                                                       |
| 2004 | 29-та     |                                                   | ★ Жулі Депардьє — «Малютка Лілі»                      |
| 2004 | 29-та     | Мари-Жозе Кроз — «Навали варварів»                |                                                       |
| 2004 | 29-та     | Дінара Друкарова — «Відколи поїхав Отар»          |                                                       |
| 2004 | 29-та     | Софі Квінтон — «Хто убив Бембі?»                  |                                                       |
| 2004 | 29-та     | Лаура Смет — «Пристрасні тіла»                    |                                                       |
| 2005 | 30-та     |                                                   | ★ Сара Форестьє — «Виверт»                            |
| 2005 | 30-та     | Марілу Беррі — «Подивися на мене»                 |                                                       |
| 2005 | 30-та     | Лола Наймарк — «Вишивальниці»                     |                                                       |
| 2005 | 30-та     | Сабріна Уазані — «Виверт»                         |                                                       |
| 2005 | 30-та     | Магалі Вок — «Королі та королева»                 |                                                       |
| 2006 | 31-ша     |                                                   | ★ Фам Лінь Дан — «І моє серце завмерло»               |
| 2006 | 31-ша     | Марина Гендс — «Сірі душі»                        |                                                       |
| 2006 | 31-ша     | Мелані Дотей — «Не зарікайся»                     |                                                       |
| 2006 | 31-ша     | Дебора Франсуа — «Дитина»                         |                                                       |
| 2006 | 31-ша     | Фанні Валетт — «Маленький Єрусалим»               |                                                       |
| 2007 | 32-га     |                                                   | ★ Мелані Лоран — «Не хвилюйся, у мене усе гаразд»     |
| 2007 | 32-га     | Дебора Франсуа — «Асистентка»                     |                                                       |
| 2007 | 32-га     | Марина Гендс — «Леді Чаттерлей»                   |                                                       |
| 2007 | 32-га     | Майвенн — «Вибачите мене»                         |                                                       |
| 2007 | 32-га     | Айса Майга — «Бамако»                             |                                                       |
| 2008 | 33-тя     |                                                   | ★ Афсія Ерзі — «Кус-кус і барабулька»                 |
| 2008 | 33-тя     | Луїз Блашер — «Водяні лілії»                      |                                                       |
| 2008 | 33-тя     | Адель Енель — «Водяні лілії»                      |                                                       |
| 2008 | 33-тя     | Одрі Дана — «Залізничний роман»                   |                                                       |
| 2008 | 33-тя     | Клотильда Ем — «Усі пісні лише про кохання»       |                                                       |
| 2009 | 34-та     |                                                   | ★ Дебора Франсуа — «Перший день життя, що залишилося» |
| 2009 | 34-та     | Марілу Беррі — «Потвора Мелані»                   |                                                       |
| 2009 | 34-та     | Луїз Бургуан — «Дівчина з Монако»                 |                                                       |
| 2009 | 34-та     | Анаїс Демустьє — «Дорослі люди»                   |                                                       |
| 2009 | 34-та     | Леа Сейду — «Очаровашка»                          |                                                       |
| 2010 | 35-я      |                                                   | ★ Мелані Тьєррі — «Відхожа чарка»                     |
| 2010 | 35-я      | Полін Етьєн — «Нам би лише день вистояти...»      |                                                       |
| 2010 | 35-я      | Флоранс Луаре — «Я її любив. Я його любила.»      |                                                       |
| 2010 | 35-я      | Соко — «Спочатку»                                 |                                                       |
| 2010 | 35-я      | Кріста Тере — «ЛОЛ»                               |                                                       |

### 2010-і
| Рік  | Церемонія | Фото лауреата                                                | Лауреати та номінанти                             |                                                   |
| ---- | --------- | ------------------------------------------------------------ | ------------------------------------------------- | ------------------------------------------------- |
| 2011 | 36-та     |                                                              | ★ Лейла Бехті — «Все те, що виблискує»            |                                                   |
| 2011 | 36-та     | Одрі Ламі — «Все те, що виблискує»                           |                                                   |                                                   |
| 2011 | 36-та     | Яхіма Торрес — «Чорна Венера»                                |                                                   |                                                   |
| 2011 | 36-та     | Анаїс Демустьє — «Кохання і свіжа вода»                      |                                                   |                                                   |
| 2011 | 36-та     | Леа Сейду — «Прекрасна заноза»                               |                                                   |                                                   |
| 2012 | 37-ма     |                                                              | ★ Нейдра Айяді — «Паліція»                        |                                                   |
| 2012 | 37-ма     | ★ Клотильда Ем — «Анжель і Тоні»                             |                                                   |                                                   |
| 2012 | 37-ма     | Адель Енель — «Будинок терпимості»                           |                                                   |                                                   |
| 2012 | 37-ма     | Селін Саллетт — «Будинок терпимості»                         |                                                   |                                                   |
| 2012 | 37-ма     | Кріста Тере — «Дитинка»                                      |                                                   |                                                   |
| 2013 | 38-ма     |                                                              | ★ Ізя Іжлен — «Погана дівчина»                    |                                                   |
| 2013 | 38-ма     | Еліс Де Ланкесе — «Галопом»                                  |                                                   |                                                   |
| 2013 | 38-ма     | Лола Деваер — «Чорт візьми!»                                 |                                                   |                                                   |
| 2013 | 38-ма     | Джулія Форе — «Камілла роздвоюється»                         |                                                   |                                                   |
| 2013 | 38-ма     | Індія Хейр — «Камілла роздвоюється»                          |                                                   |                                                   |
| 2014 | 39-та     |                                                              | ★ Адель Екзаркопулос — «Життя Адель»              |                                                   |
| 2014 | 39-та     | Лу де Лааж — «Жапплу»                                        |                                                   |                                                   |
| 2014 | 39-та     | Полін Етьєн — «Черниця»                                      |                                                   |                                                   |
| 2014 | 39-та     | Гольшифте Фарахані — «Камінь терпіння»                       |                                                   |                                                   |
| 2014 | 39-та     | Марина Вакт — «Молода і прекрасна»                           |                                                   |                                                   |
| 2015 | 40-ва     |                                                              | ★ Луан Емера — «Сім'я Бельє»                      |                                                   |
| 2015 | 40-ва     | Лу де Лааж — «Я дмхаю»                                       |                                                   |                                                   |
| 2015 | 40-ва     | Жозефін Жапі — «Я дихаю»                                     |                                                   |                                                   |
| 2015 | 40-ва     | Аріана Лабед — «Фіделіо, або Одіссея Аліси»                  |                                                   |                                                   |
| 2015 | 40-ва     | Каріджа Туре — «Дівоцтво»                                    |                                                   |                                                   |
| 2016 | 41-ша     |                                                              | ★ Зіта Анро — «Фатіма»                            | ★ Зіта Анро — «Фатіма»                            |
| 2016 | 41-ша     | Лу Руа-Леколліне — «Три спогади моєї юності»                 |                                                   |                                                   |
| 2016 | 41-ша     | Каміль Коттен — «Ідіотка — королева сердець»                 |                                                   |                                                   |
| 2016 | 41-ша     | Сара Жиродо — «Дурості»                                      |                                                   |                                                   |
| 2016 | 41-ша     | Даян Руксель — «Молода кров»                                 |                                                   |                                                   |
| 2017 | 42-га     |                                                              | ★ Улая Амамра — «Божественні»                     | ★ Улая Амамра — «Божественні»                     |
| 2017 | 42-га     | Паула Бір — «Франц» (за роль Анни)                           |                                                   |                                                   |
| 2017 | 42-га     | Лілі-Роуз Депп — «Танцівниця» (за роль Ісідори Дункан)       |                                                   |                                                   |
| 2017 | 42-га     | Ноемі Мерлан — «Небо почекає» (за роль Соні Бузарья)         |                                                   |                                                   |
| 2017 | 42-га     | Раф — «Моя краля» (за роль Біллі ван Петегема, дитини Од)    |                                                   |                                                   |
| 2018 | 43-тя     |                                                              | ★ Камелія Жордана — «Блискучий» (за роль Нейли)   | ★ Камелія Жордана — «Блискучий» (за роль Нейли)   |
| 2018 | 43-тя     | Ей Айдара — «1+1=Весілля» (за роль Адель)                    |                                                   |                                                   |
| 2018 | 43-тя     | Ірис Брі — «Берегині» (за роль Франсін)                      |                                                   |                                                   |
| 2018 | 43-тя     | Летиція Дош — «Молода жінка» (за роль Паули)                 |                                                   |                                                   |
| 2018 | 43-тя     | Гаранс Марильє — «Сире» (за роль Жустіни)                    |                                                   |                                                   |
| 2019 | 44-та     |                                                              | ★ Кенза Форта — «Шахерезада» (за роль Шахерезади) | ★ Кенза Форта — «Шахерезада» (за роль Шахерезади) |
| 2019 | 44-та     | Офелі Бо — «Мектуб, моя любов» (за роль Офелі́)               |                                                   |                                                   |
| 2019 | 44-та     | Галатея Беллуджі — «Явище» (за роль Анни)                    |                                                   |                                                   |
| 2019 | 44-та     | Женні Бет — «Неможливе кохання» (за роль Шанталь (дорослої)) |                                                   |                                                   |
| 2019 | 44-та     | Лілі-Роуз Депп — «Чесний чоловік» (за роль Еве)              |                                                   |                                                   |

### 2020-і
| Рік  | Церемонія | Фото лауреата                                                 | Лауреати та номінанти      |
| ---- | --------- | ------------------------------------------------------------- | -------------------------- |
| 2020 | 45-та     |                                                               | ★ Ліна Хоудрі — «Papicha»  |
| 2020 | 45-та     | Луана Байрамі — «Портрет дівчини у вогні»                     |                            |
| 2020 | 45-та     | Селесте Брункелл — «Les Éblouis»                              |                            |
| 2020 | 45-та     | Ніна Меуріс — «Camille»                                       |                            |
| 2020 | 45-та     | Мам Бінета Сан — «Атлантика»                                  |                            |
| 2021 | 46-та     |                                                               | ★ Фатія Юсуф — «Mignonnes» |
| 2021 | 46-та     | Індія Хеар — «Poissonsexe»                                    |                            |
| 2021 | 46-та     | Джулія Піатон — «Les Choses qu'on dit, les choses qu'on fait» |                            |
| 2021 | 46-та     | Камілла Резерфорд — «Camille Rutherford»                      |                            |
| 2021 | 46-та     | Меліса Герс — «La Fille au bracelet»                          |                            |